# Mantry
Mantry ist eine französische Gemeinde mit 472 Einwohnern (Stand 1. Januar 2022) im Département Jura in der Region Franche-Comté. Sie gehört zum Arrondissement Lons-le-Saunier und zum Kanton Bletterans. Die Nachbargemeinden sind Sellières im Norden, Toulouse-le-Château im Nordosten, Saint-Lamain und Bréry im Osten, Saint-Germain-lès-Arlay im Süden, Recanoz, Lombard und Arlay im Westen sowie Vers-sous-Sellières im Nordwesten.

## Geschichte
Von 1790 bis 1794 übernahm Mantry die bisher eigenständigen Gemeinden Bonne und Sauvement.
Als sich Frankreich im Zweiten Weltkrieg unter deutscher Besatzung befand, war der aus der deutschen Kriegsgefangenschaft geflüchtete Unteroffizier Charles Quillet 1942 in der Verteilung der Résistance-Presse tätig. Ab 1943 war er im Netzwerk Théodule der Verantwortliche der lokalen Widerstandsgruppe, die ihren Sitz im zu Mantry gehörenden Weiler Montchauvrot hatte. Später hatte er in Frontenay das Kommando.

### Bevölkerungsentwicklung

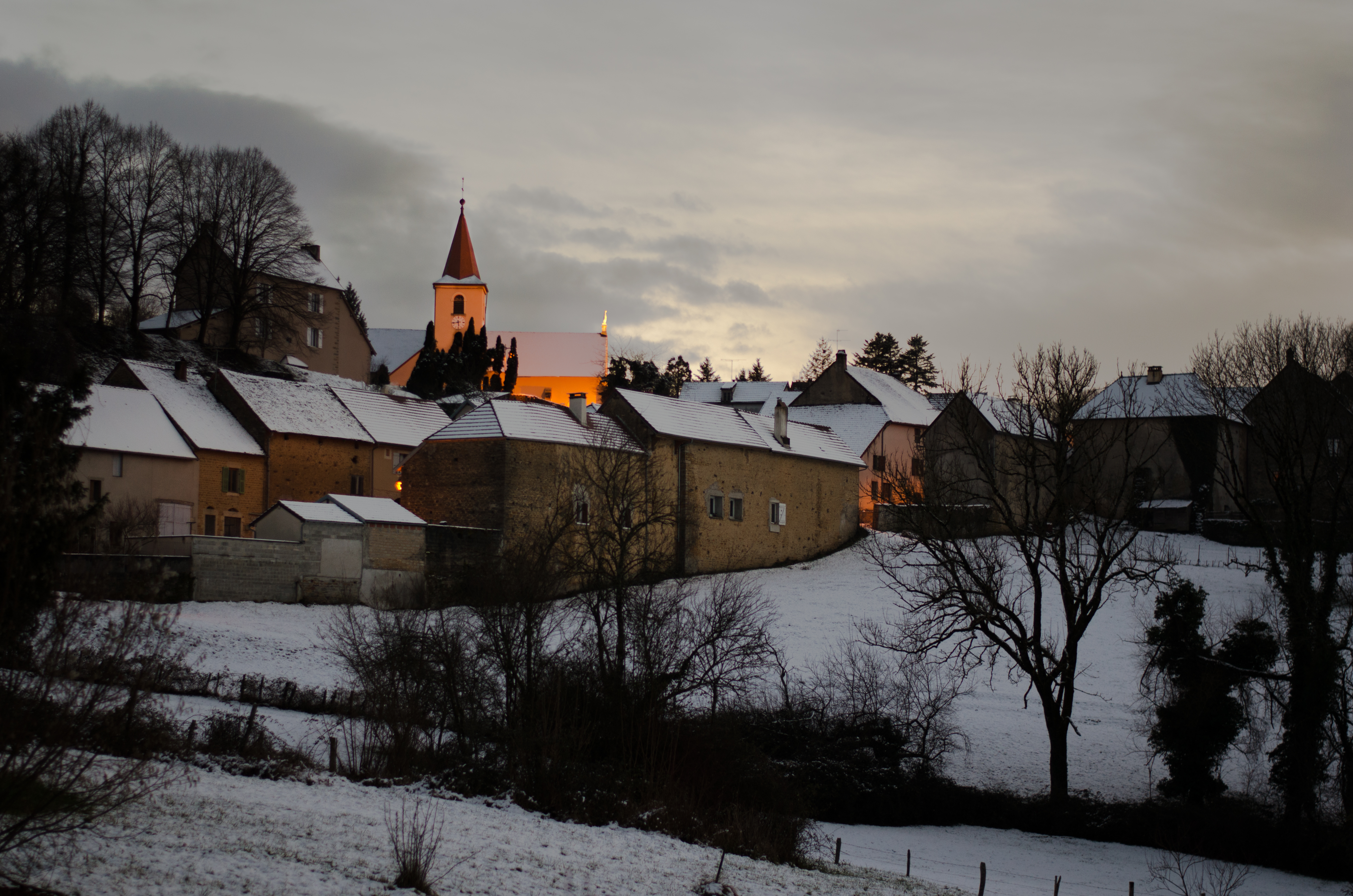
Kirche Saint-Germain in Mantry

| Jahr                       | 1962 | 1968 | 1975 | 1982 | 1990 | 1999 | 2008 | 2017 |
| -------------------------- | ---- | ---- | ---- | ---- | ---- | ---- | ---- | ---- |
| Einwohner                  | 454  | 454  | 413  | 425  | 431  | 456  | 450  | 454  |
| Quellen: Cassini und INSEE |      |      |      |      |      |      |      |      |